# Placówka Straży Granicznej I linii „Hryniawa”
Placówka Straży Granicznej I linii „Hryniawa” – jednostka organizacyjna Straży Granicznej pełniąca służbę ochronną na granicy polsko-rumuńskiej w okresie międzywojennym.

## Formowanie i zmiany organizacyjne
W 1926 roku w Hryniawie funkcjonowała placówka Straży Celnej wchodząca w skład komisariatu Straży Celnej „Uścieryki”.
Rozporządzeniem Prezydenta Rzeczypospolitej Polskiej Ignacego Mościckiego z 22 marca 1928 roku, do ochrony północnej, zachodniej i południowej granicy państwa, a w szczególności do ich ochrony celnej, powoływano z dniem 2 kwietnia 1928 roku  Straż Graniczną.
Rozkazem nr 5 z 16 maja 1928 roku w sprawie organizacji Małopolskiego Inspektoratu Okręgowego dowódca Straży Granicznej gen. bryg. Stefan Pasławski określił strukturę organizacyjną komisariatu SG „Żabie”. Placówka Straży Granicznej I linii „Hryniawa” znalazła się w jego strukturze.

## Służba graniczna
Sąsiednie placówki:
- placówka Straży Granicznej I linii „Szybeny” ⇔ placówka Straży Granicznej I linii „Fereskula” − 1928[3]